# Michael Lewis (Historiker)
Michael Arthur Lewis (* 3. Januar 1890 in Freeland (Oxfordshire); † 27. Februar 1970) war ein britischer Marinehistoriker und Marine-Schriftsteller. Er war Professor am Royal Naval College in Greenwich.

## Leben
Er war der Sohn eines Geistlichen, ging in Uppingham zur Schule und studierte an der Universität Cambridge (Trinity College). 1912 erwarb er dort den Bachelor-Abschluss (gefolgt 1924 von einem M. A.) und diente im Ersten Weltkrieg als Lieutenant bei den Royal Marines. Er war danach am Royal Naval College in Osborne House (1913–1920), Dartmouth (ab 1922) und ab 1934 Professor an dem in Greenwich als Nachfolger von Geoffrey Callender. 1955 ging er in den Ruhestand. Unter anderem unterrichtete er Englisch und Marinegeschichte.
Neben Büchern zur Marinegeschichte wie einer Sozialgeschichte der Marine zur Zeit Nelsons veröffentlichte er auch Romane und Gedichte.
Ab 1960 war er Präsident der Society for Nautical Research und  ab 1955 im Technischen Beratungskomitee der Victory. Er war auch im Rat der Navy Records Society. Er war im britischen Fernsehen der Moderator einer 26-teiligen Serie über den Seekrieg im Zweiten Weltkrieg (Victory at Sea, 1952/53).

## Schriften
- England's sea-officers: the story of the naval profession. London Allen & Unwin, 1939, 1948.
- British ships and British seamen. London: British Council, 1940; Nachdruck als The ships and seamen of Britain.  London and New York: Longmans, Green, & Co., 1946.
- The navy of Britain: a historical portrait. London: G. Allen and Unwin, 1948.
- Herausgeber A narrative of my professional adventures (1790-1839), by Sir William Henry Dillon, 2 Bände, Greenwich: Navy Records Society, 1953–1956.
- The history of the British navy. Harmondsworth: Penguin, 1957.
- The Spanish Armada. London: B. T. Batsford, 1960; Pan, 1966; Crowell, 1968.
- Armada guns, a comparative study of English and Spanish armaments. London, Allen & Unwin, 1961.
- Napoleon and his British captives. London: Allen & Unwin, 1962.
- The Navy in transition, 1814-1864; a social history. London: Hodder and Stoughton, 1965.
- Ancestors; a personal exploration into the past. London, Hodder & Stoughton [1966].
- The Hawkins dynasty: three generations of a Tudor family. London, Allen & Unwin, 1969.
- Spithead; an informal history. London, Allen & Unwin, 1972.
- Armed Forces and the Art of War: Navies in J. P. T. Bury The Zenith of European Power, 1830-1870, The New Cambridge Modern History, Band 10, 1960.

### Belletristik
- Afloat & Ashore. London: Allen & Unwin, 1921 (Gedichte)
- Beg o’ the Upland. Oxford: Basil Blackwell, 1922.
- The Brand of the Beast.  London: Allen & Unwin, 1924.
- Fleeting follies. London: Allen & Unwin, 1924 (Gedichte)
- The Island of disaster.  London: Allen & Unwin, 1926.
- Roman Gold. London: Allen & Unwin, 1927.
- The Three Amateurs. London: Houghton, 1929.
- The Crime of Herbert Wratislaus. London: Herbert Jenkins, 1931.